# Opus Visionário
Opus Visionário é o oitavo álbum do cantor brasileiro Zé Ramalho, lançado em 1986.

## Faixas
| N.º | Título                                                                       | Música                         | Duração |  |
| 1.  | "Zyliana" (contém a faixa escondida "O Guarani", por Carlos Gomes)           | Zé Ramalho                     | 2:07    |  |
| 2.  | "Um índio"                                                                   | Caetano Veloso                 | 4:08    |  |
| 3.  | "Quasar do sertão" (Contém a faixa escondida "Hora do Almoço", por Belchior) | Zé Ramalho, Flaviola, Belchior | 1:58    |  |
| 4.  | "Parceria" (com Cláudia Olivetti)                                            | Zé Ramalho, Cláudia Olivetti   | 4:09    |  |
| 5.  | "Bê"                                                                         | Zé Ramalho                     | 3:36    |  |
| 6.  | "Visionária"                                                                 | Zé Ramalho                     | 5:01    |  |
| 7.  | "Botões de osso"                                                             | Zé Ramalho                     | 3:54    |  |
| 8.  | "Tamarineira village"                                                        | Zé Ramalho                     | 3:05    |  |
| 9.  | "Olhares sem destino"                                                        | Zé Ramalho, Téo Azevedo        | 3:33    |  |
| 10. | "Pedras e moça" (com Geraldo Azevedo)                                        | Zé Ramalho, Geraldo Azevedo    | 4:11    |  |

## Músicos
- Zé Ramalho - Vocais, violão
- Geraldo Azevedo - Violão
- Joca - Violão e solo de guitarra na faixa 6
- Mauro Motta - Coro Emulator e sinos na faixa 6, programação
- Lincoln Olivetti - Baixo emulator e efeitos sonoros na faixa 6, programação
- Robson Jorge - programação
- Ariovaldo - Tumbadora nas faixas 1, 7, triângulo nas faixas 1, 7, cincerro nas faixas 1, 9, Xique-Xique, Maraca e Kiko na faixa 7
- Fernandinho - Baixo elétrico
- Neguinho - Bateria
- Mingo Araújo - Conga, gongo, Colher russa, Berra-boi
- Claudia Olivetti - Coral
- Cláudia Telles - Coral
- Myriam Peracchi - Coral
- Rosana - Coral
- Sônia Bonfá - Coral